# Gustav Sandkuhl
Gustav Karl Julius Josef Sandkuhl (* 11. Mai 1828 in Münster; † 24. Februar 1892 in Köln) war ein preußischer Generalleutnant und Inspekteur der 4. Ingenieur-Inspektion.

## Leben

### Herkunft
Er war der Sohn des preußischen Rittmeisters Ludgerus Heinrich Gerhard Sandkuhl (1789–1844) und dessen Ehefrau Josephine, geborene Nölken (1796–1862).

### Militärkarriere
Nach dem Besuch des Gymnasiums in Hamm sowie der Kadettenhäuser in Bensberg und Berlin wurde Sandkuhl am 27. Mai 1845 als Sekondeleutnant dem Ingenieurkorps der Preußischen Armee aggregiert. Von Oktober 1845 bis Juli 1849  absolvierte er zur weiteren Ausbildung die Vereinigte Artillerie- und Ingenieurschule und wurde am 11. Juli 1847 in die Reserve-Pionier-Inspektion einrangiert. Während der Mobilmachung anlässlich der Herbstkrise war er 1850 Adjutant beim Chef des Ingenieurwesens des mobilen VII. Armee-Korps. Ab Anfang Februar 1851 versah er Fortifikationsdienst in Wesel und wurde am 1. April 1852 Adjutant der 8. Pionier-Abteilung. Am 11. März 1854 kam er wieder zu Fortifikationsarbeiten nach Wesel und stieg Ende März 1854 zum Premierleutnant auf.
Sandkuhl absolvierte ab Oktober 1854 für drei Jahre die Allgemeine Kriegsschule, wurde im Anschluss zur 1. Ingenieur-Inspektion versetzt und zugleich zur Fortifikation nach Königsberg kommandiert. Am 4. Mai 1858 folgte seine Beförderung zum Hauptmann (Offizier). Aufgrund seiner Tätigkeit bei der Fortifikation erhielt er am 3. Oktober 1859 eine Belobigung. Am 9. November 1860 kam Sandkuhl als Adjutant zur 1. Ingenieur-Inspektion. Außerdem war er ab Juli 1863 Mitglied der Prüfungskommission für Hauptleute und Premierleutnants des Ingenieurkorps sowie von Mitte November 1863 bis Mitte Juni 1866 Mitglied der Studienkommission für die Artillerie- und Ingenieurschule. Am 1. Dezember 1863 wurde Sandkuhl 2. Adjutant der Generalinspektion der Festungen und am 13. Januar 1864 unter Belassung in seiner Stellung à la suite der 1. Ingenieur-Inspektion gestellt. Am 5. Juni 1866 wurde er in die 1. Ingenieur-Inspektion einrangiert.
Nachdem er von seiner Stellung bei der Studienkommission zurückgetreten war, kam Sandkuhl während der Mobilmachung anlässlich des Deutschen Krieg am 17. Juni 1866 zum Stab des Generalkommandos des I. Reserve-Armee-Korps und nahm am Feldzug in Süddeutschland teil.
Am 24. August 1866 wurde er in die Festung Mainz und dazu am 10. Oktober 1866 in die 3. Ingenieurinspektion versetzt. Vom 23. November 1866 bis zum 2. März 1867 kam er in die Bundesfestung Ulm und war dort mit dem Liquidationsgeschäft beauftragt. Außerdem wurde er am 19. Januar 1867 zum Major befördert. Als solcher wurde er vom 4. Mai bis zum 27. Juli 1867 in die Festung Rastatt kommandiert, um die Geschäfte des Ingenieurdienstes zu übernehmen. Am 17. Oktober 1867 erfolgte seine Ernennung zum Kommandeur des Pionier-Bataillon Nr. 2, dass Sandkuhl während des Krieges gegen Frankreich bei Gravelotte und Villiers sowie den Belagerungen von Metz und Paris führte.
Ausgezeichnet mit dem Eisernen Kreuz II. Klasse wurde er nach dem Friedensschluss am 18. Oktober 1871 Ingenieuroffizier vom Platz in Köln und in dieser Eigenschaft am 18. Januar 1872 zum Oberstleutnant befördert. Am 27. Januar 1872 erhielt Sandkuhl nachträglich das Eisernen Kreuz I. Klasse, wurde am 19. September 1874 Oberst und am 12. November 1874 mit der Wahrnehmung der Geschäfte als Abteilungschef im Ingenieurkomitee beauftragt sowie Mitglied der Prüfungskommission des Ingenieurkorps. Am 13. April 1874 wurde er Abteilungschef im Kriegsministerium und am 15. Juni 1875 von seiner Stellung bei der Prüfungskommission des Ingenieurkorps entbunden. Sandkuhl erhielt er am 18. Juni 1876 den Rang und die Gebührnisse als Brigadekommandeur, wurde Mitte Juni 1877 Mitglied der Obermilitär-Studienkommission und der Studienkommission der Kriegsakademie sowie am 21. September 1877 mit dem  Kronen-Orden II. Klasse ausgezeichnet. Unter Beförderung zum Generalmajor wurde Sandkuhl am 13. Mai 1880 Inspekteur der 4. Ingenieur-Inspektion und avancierte am 1. Juni 1885 zum Generalleutnant. Er wurde am 14. Juli 1885 mit Pension zur Disposition gestellt und starb am 24. Februar 1892 in Köln.

### Familie
Sandkuhl heiratete 1859 in Königsberg Alexandrine Schüßler (1835–1890). Das Paar hatte mehrere Kinder.